# Jose Atienza jr.

Jose Atienza jr.

Jose Livioko Atienza jr. (ook wel Lito Atienza; Manilla, 10 augustus 1941) is een Filipijns politicus. Atienza is een voormalig burgemeester van de hoofdstad Manilla en was van 2007 tot eind 2008 als minister van Milieu en Natuurlijke hulpbronnen in de regering van president Gloria Macapagal-Arroyo.
Atienza is als toegewijd katholiek een voorstander van de pro-life programma's in de Filipijnen en liet dit ook terugkomen in het beleid tijdens zijn periode als burgemeester van Manilla. Zo introduceerde hij in 2000 een verordening die het gebruik van natuurlijke anticonceptie, zoals onthouding, aanmoedigde en het gebruik van anticonceptiemiddelen zoals de pil, condooms en steralisatie ontmoedigde. Publieke gezondheidsinstanties krijgen sinds die tijd geen subsidie meer voor dergelijke anticeptie middelen. In 2008 werd door een twintigtal arme vrouwen een rechtszaak aangespannen om deze verordening die ook onder zijn opvolger Alfredo Lim nog in werking was, aan te vechten.